# Sheng Long
Sheng Long es un personaje de la serie de juegos de lucha Street Fighter creado como un bulo por Electronic Gaming Monthly para lo día de las bromas de abril publicada en febrero de 1992.
El chiste, basado en una mala traducción que sugería la existencia de un personaje llamado Sheng Long en el juego de lucha de Capcom Street Fighter II, describía un método para luchar contra el personaje en el juego. Después de que otras publicaciones reimprimieran los detalles como un hecho sin verificar su legitimidad, el engaño de Sheng Long se extendió por todo el mundo. Como resultado de la discusión sobre la posibilidad de que el personaje apareciera en Street Fighter III durante el desarrollo del juego, EGM revisó el chiste en 1997, imprimiendo una versión actualizada del engaño para el título mientras establecía una historia de fondo y una apariencia para el personaje en el juego. proceso.
Como personaje y engaño, Sheng Long ha sido descrito como una de las leyendas más famosas y conocidas relacionadas con los videojuegos por publicaciones como GameDaily y GameSpot. El engaño influyó en la creación de Akuma y Gouken como personajes de la serie Street Fighter, y el primero apareció en Super Street Fighter II Turbo como un jefe secreto. El atractivo de los fanáticos para el personaje afectó a los títulos posteriores de Capcom, con solicitudes públicas para la inclusión de Sheng Long en un videojuego real que llevó a considerar su inclusión en el videojuego Street Fighter: The Movie y años más tarde resultó en la aparición de Gouken como tanto un jefe secreto como un personaje jugable en Street Fighter IV.  Sheng Long finalmente apareció como PNJ en el modo World Tour de Street Fighter 6.

## Origen
El nombre Sheng Long proviene de una parte mal traducida del nombre de un movimiento especial realizado por el personaje principal de la serie, Ryu; los caracteres shō ryū (昇龍, dragón ascendente) de Shōryūken (昇龍拳), el uppercut volador de Ryu, son shēng lóng en chino pinyin. Esto se llevó a una de las citas de Ryu a los oponentes derrotados en la localización en inglés del juego de arcade de 1991 Street Fighter II, cambiando la cita japonesa "¡Si no puedes vencer al Shoryuken, no puedes ganar!" (昇龍拳を破らぬ限り、お前に勝ち目はない！, Shōryūken wo yaburanu kagiri, omae ni kachime wa nai!) a "Debes derrotar a Sheng Long para tener una oportunidad". Como resultado, los jugadores tenían la impresión de que Ryu se refería a una persona en lugar del ataque.
El port de Super Nintendo Entertainment System (SNES) de Street Fighter II, lanzado poco después de la broma de April Fools, cambió la traducción a "Debes derrotar a mi Dragon Punch para tener una oportunidad". Sin embargo, el manual de instrucciones en inglés para el SNES Street Fighter II se refirió al "Maestro Sheng Long" como el maestro de Ryu y Ken.
 Los manuales de instrucciones para puertos posteriores a las consolas SNES y Sega Mega Drive reemplazaron todas las referencias a Sheng Long al referirse a Ryu y Ken como discípulos de la "escuela de kárate Shotokan".
 Más tarde, Sheng Long aparecería en libro de historietas publicado por Malibu Comics en 1993 como el maestro de Ryu y Ken, Shen Long fue envenenado por el clon de Ryu creado por M. Bison, Nida acusa a Ryu de haber envenenado al maestro. Un personaje llamado Gouken se introdujo más tarde en el manga Street Fighter II de 1993 de Masaomi Kanzaki como el sensei de Ryu y Ken y se adaptó a la historia de fondo de la serie en Super Street Fighter II Turbo.